# Мария Антония Австрийская (1899—1977)
Мария Антония Австрийская (нем. Maria Antonia, Erzherzogin von Österreich-Toskana), при рождении Мария Антония Роберта Бланка Леопольдина Карола Жозефина Рафаэла Микаэла Игнатия Аурелия фон Габсбург-Лотарингская (нем. 'Maria Antonia Robert Blanca Leopoldina Corolla Raphaela Michaela Josephine Aurelia Ignatius von Habsburg-Lothringen; 13 июля 1899, Загреб — 22 октября 1977, Порту-Алегри) — австрийская эрцгерцогиня из Тосканской ветви династии Габсбург-Лотарингских.

## Биография
Эрцгерцогиня Мария Антония родилась 13 июля 1899 года в Загребе. Она стала шестым ребенком и четвертой дочерью в семье эрцгерцога австрийского Леопольда Сальватора и его супруги испанской инфанты Бланки. В семье уже были старшие сестры Долорес, Иммакулата и Маргарет и два брата Леопольд и Райнер. Впоследствии родились ещё четверо детей. При крещении ей было дано имя Мария Антония Роберта Бланка Леопольдина Карола Жозефина Рафаэла Микаэла Игнатия Аурелия фон Габсбург-Лотарингская с титулом «Её Императорское и Королевское Высочество эрцгерцогиня Австрийская, принцесса Венгерская, принцесса Богемская, принцесса Тосканская».

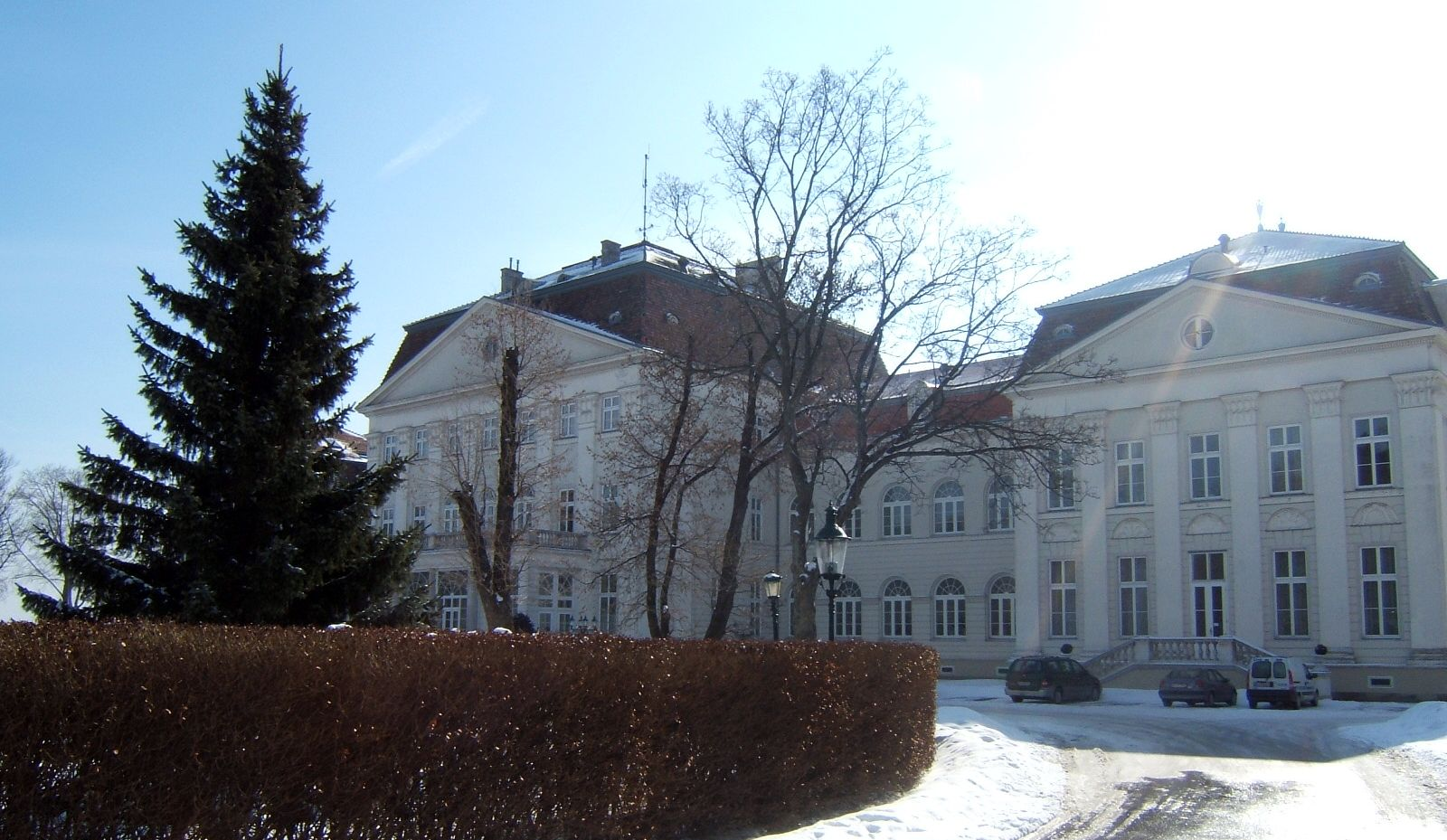
Дворец Вильгельминенберг.

Семья Марии Антонии была очень богатой. Они владели двумя дворцами под Веной: Тосканским дворцом и Вильгельминенбергом. Лето обычно проводили в Италии, где их матери принадлежала вилла в Виареджо. Мария Антония получила великолепное образование. Её мать была главой семьи, обладая властным характером, а отец был военным и изобретателем, создавшим несколько военных изобретений. Предки со стороны отца правили в Австрии, Тоскане и Королевстве обеих Сицилий, со стороны матери — в Испании, Франции и герцогстве Парма. Девушка говорила на немецком, французском, итальянском, венгерском и испанском языках. Была дружна со своей младшей сестрой Ассунтой.
Во время Первой мировой войны её отец и два брата воевали на стороне австро-венгерской армии.
После падения австрийской монархии, республиканское правительство конфисковало все их имущество. Семья Марии Антонии потеряла все своё состояние. Двое её старших братьев решили остаться в Австрии и принять республиканское правительство. Мария Антония с родителями, сестрами и братьями эмигрировала в Испанию. В январе 1919 года они прибыли в Барселону, где прожили около десяти лет достаточно скромно. Три старшие сестры Марии Антонии на тот момент не были замужем. На деньги от продажи некоторых драгоценностей матери, семья сумела купить дом в Барселоне. Также они получали военные патенты из Франции. Мария Антония и её сестра  Ассунта не любили мать и постоянно с ней ссорились. 
Находясь в Барселоне, Мария Антония становилась все более религиозной. Оба её родителя также были ревностными католиками. Примеру сестры последовала и Ассунта. Мария Антония хотела стать монахиней, но мать была против этого и не считала, что её дочь готова к жизни в монастыре. Через некоторое время Мария Антония передумала, так как нашла себе мужа, в отличие от старших сестер, две из которых вышли замуж только после 40 лет и детей не имели. Её избранником стал Дон Рамон де Орландис и Вильялонга (1896—1936), принадлежавший к мелкой испанской аристократии, не имеющий приличного состояния. Его отец утратил свой титул, так как не смог оплатить все налоги, и семья осталась банкротами. Свадьба состоялась в Барселоне 16 июля 1924 года. Пара поселилась на Мальорке, где у них родилось пятеро детей, носивших фамилию Орландис и Габсбург:
- Бланка Мария (1926—1969) — супруга с 1948 года Рауля Эрену, имела пятеро детей;
- Хуан, барон де Пинорар (1928—1977) — женился на Хильдегарде Браганьоло, имел восемь детей;
- Мария Антония (1929—1991) — замужем не была, детей не имела;
- Изабелла (род. 1931) — супруга Фаусто Мореля, маркиза де Сольерича (1926—2003), имеет шестеро детей;
- Альфонсина (род. 1936) — супруга Хоакина Сафортесы, детей нет.

Супруг Марии Антонии погиб в 1936 году во время революции в Испании. Вдова с пятью детьми эмигрировала в Южную Америку, отказавшись возвращаться в Италию к матери. В 1942 году в Уругвае она повторно вышла замуж за аргентинца Дона Луи Переса Сурке. Его не стало через восемь лет. Эрцгерцогиня Мария Антония умерла в 1977 году в возрасте 78 лет в Бразилии.